# Бихејвиорална проба
Бихевиорална проба је техника коју употребљавају професионалци помажућих професија, посебно они бихевиористичке оријентације, како би сугерисали или демонстрирали жељено понашање клијенту и затим га охрабрили кроз опис, играње улога и друге демонстрације, да се понаша слично. Антиципацијом могућег исхода понашања након симулација животних ситуација, фидбеком и репетицијом понашања у релативно „сигурном“ окружењу, клијент има веће шансе да буде успешан у постизању жељеног понашања.